# National Premier Leagues
Die National Premier Leagues (NPL) ist die semi-professionelle zweithöchste Spielklasse im australischen Fußball. Sie steht unter der Aufsicht der Football Federation Australia in Zusammenarbeit mit den ihr unterstellten Regionalverbänden der australischen Bundesstaaten und Territorien. Entsprechend der Regionalverbänden (ausgenommen dem Verband des Northern Territory) gliedert sich die NPL in acht verschiedene Ligen, deren Premiershipsieger am Saisonende in einer Endrunde den Meister der NPL ausspielen. Dieser qualifiziert sich damit für die erste Hauptrunde des FFA Cups im nächsten Jahr.
Da die höchste Spielklasse in Australien, die A-League, als Franchise-Liga unabhängig von der NPL organisiert ist, ist ein Auf- oder Abstieg von der einen in die andere Liga nicht möglich. Unterhalb der NPL befinden sich die Staatsligen, die in einigen Regionen mittels Auf- und Abstieg mit der NPL verbunden sind.

## Geschichte
Die National Premier Leagues wurde 2013 gegründet und nahm ihren Spielbetrieb im März desselben Jahres auf. Sie bestand in der ersten Spielzeit aus fünf eigenständigen Ligen der fünf Regionalverbänden aus dem Australian Capital Territory (Capital Football), New South Wales (Football NSW) mit Ausnahme des Nordteils, Queensland (Football Queensland), South Australia (Football Federation South Australia) und Tasmanien (Football Federation Tasmania).
Erst 2014 stießen die Regionalverbände aus dem Nordteil von New South Wales (Northern New South Wales Football), aus Victoria (Football Federation Victoria) und Western Australia (Football West) hinzu. Einzig das Northern Territory mit seinem Verband Football Federation Northern Territory ist bisher (Stand: Saison 2015) nicht in die NPL eingegliedert.

## Zusammensetzung
| Verband                             | Bundesstaat/Territorium            | Liga                  | Anzahl an Mannschaften |
| ----------------------------------- | ---------------------------------- | --------------------- | ---------------------- |
| Capital Football                    | Australian Capital Territory       | NPL ACT               | 10                     |
| Football NSW                        | New South Wales (südliche Region)  | NPL NSW               | 12                     |
| Northern NSW Football               | New South Wales (nördliche Region) | NPL Northern NSW      | 10                     |
| Football Queensland                 | Queensland                         | NPL Queensland        | 12                     |
| Football Federation South Australia | South Australia                    | NPL South Australia   | 12                     |
| Football Federation Tasmania        | Tasmanien                          | NPL Tasmania          | 8                      |
| Football Federation Victoria        | Victoria                           | NPL Victoria          | 14                     |
| Football West                       | Western Australia                  | NPL Western Australia | 12                     |

## Titelträger

### Regionale Premiershipsieger
| Jahr | ACT              | NSW                    | Northern NSW         | Queensland         | South Australia          | Tasmanien           | Victoria          | Western Australia |
| ---- | ---------------- | ---------------------- | -------------------- | ------------------ | ------------------------ | ------------------- | ----------------- | ----------------- |
| 2013 | Canberra FC      | Sydney United          | —                    | Olympic FC         | North Eastern MetroStars | South Hobart FC     | —                 | —                 |
| 2014 | Cooma FC         | Bonnyrigg White Eagles | Newcastle Jets Youth | Palm Beach SC      | North Eastern MetroStars | South Hobart FC     | South Melbourne   | Bayswater City    |
| 2015 | Canberra FC      | Blacktown City         | Edgeworth FC         | Moreton Bay United | West Adelaide SC         | Olympia FC Warriors | South Melbourne   | Bayswater City    |
| 2016 | Canberra Olympic | Sydney United          | Edgeworth FC         | Brisbane Strikers  | Adelaide City            | Devonport City FC   | Bentleigh Greens  | Perth SC          |
| 2017 | Canberra Olympic | APIA Leichhardt        | Edgeworth FC         | Brisbane Strikers  | Adelaide City            | South Hobart FC     | Heidelberg United | Bayswater City    |
| 2018 | Canberra Croatia | Sydney Olympic         | Edgeworth FC         | Lions FC           | Campbelltown City        | Devonport City      | Heidelberg United | Perth SC          |
| 2019 | Canberra Olympic | Wollongong Wolves      | Maitland FC          | Lions FC           | Campbelltown City        | Devonport City      | Heidelberg United | Perth SC          |
| 2020 | —                | Rockdale City Suns     | Edgeworth FC         | Peninsula Power    | Adelaide Comets          | Devonport City      | —                 | —                 |
| 2021 | Cooma FC         | —                      | Lambton Jaffas       | Peninsula Power    | Adelaide Comets          | Glenorchy Knights   | Oakleigh Cannons  | Perth SC          |
| 2022 | Canberra Croatia | Sydney Olympic         | Maitland FC          | Lions FC           | Adelaide City            | Devonport City      | South Melbourne   | Floreat Athena    |
| 2023 | O'Connor Knights | APIA Leichhardt        | Lambton Jaffas       | Gold Coast Knights | North Eastern MetroStars | Devonport City      | Avondale FC       | Perth RedStar     |
| 2024 | Gungahlin United | Rockdale Ilinden       | Broadmeadow Magic    | Gold Coast Knights | North Eastern MetroStars | Glenorchy Knights   | South Melbourne   | Olympic Kingsway  |

### Meister der NPL
| Jahr | Meister                  |
| ---- | ------------------------ |
| 2013 | Sydney United            |
| 2014 | North Eastern MetroStars |
| 2015 | Blacktown City FC        |
| 2016 | Sydney United (2)        |